# Vlakke essenkogelzwam
De vlakke essenkogelzwam (Hypoxylon petriniae) is een schimmel behorend tot de familie Xylariaceae. Hij komt voor in loofbossen op rijke zandgronden. Hij leeft saprotroof op dode takken van de es (Fraxinus excelsior).

## Kenmerken
Perithecia bolvormig tot omgekeerd eirond, 250 tot 380 µm in diameter en 250 tot 500 µm hoog. Asci hebben aan de toppen een amyloïde ring en meten 115-145 × 7-10 µm. De ascosporen zijn bruin, ellipsoïde ongelijkzijdig tot licht sikkelvormig en meten 8,8-11,5 (-13) × 4,8-6 µm.

## Verspreiding
In Nederland komt de vlakke essenkogelzwam vrij algemeen voor. Hij staat niet op de rode lijst en is niet bedreigd.

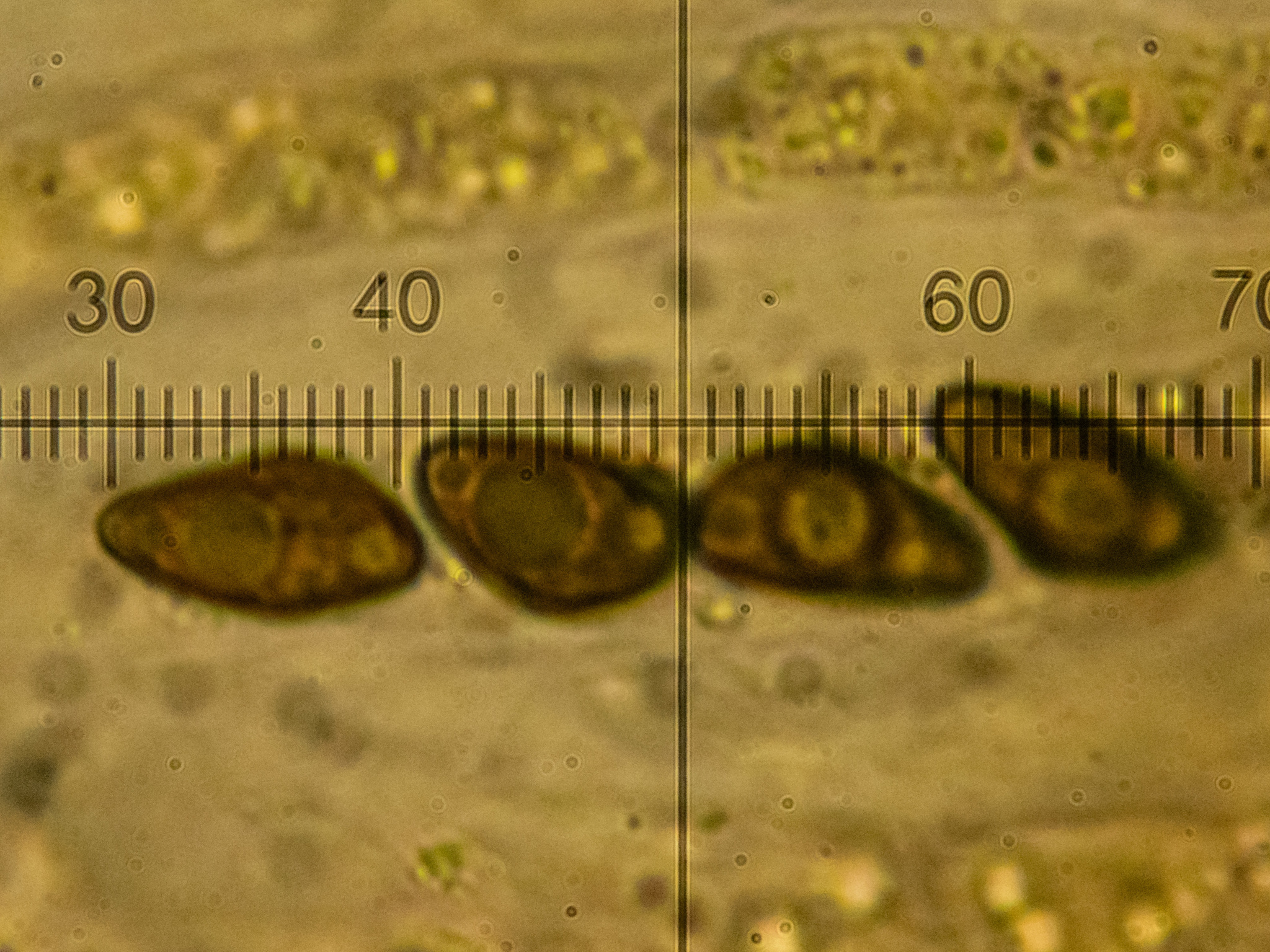
Sporen